# Ja stawiam
Ja stawiam – pierwszy album studyjny polskiego zespołu szantowego EKT Gdynia.
Nagrań dokonano w listopadzie 1990 roku w studiu Tonpress w Warszawie, za realizację nagrań odpowiedzialny był Włodzimierz Kowalczyk. Debiutancka płyta zespołu zawiera 19 utworów, wywodzących się głównie z muzyki szantowej oraz piosenki turystycznej. Oryginalnym eksperymentem ukazującym różnorodność zespołu jest reprezentująca reggae piosenka Rastaman.

## Lista utworów
1. „Bar w Beskidzie” – 4:50
2. „Pieśń wielorybników” – 2:45
3. „Małe piwo” – 3:20
4. „Ja stawiam” – 2:25
5. „Ballada na złe drogi” – 2:45
6. „Czarna chmura (Ciągnij go Joe)” – 4:22
7. „Za naszym domem” – 3:10
8. „Gdzie ta keja” – 3:12
9. „Miła” – 3:30
10. „Stary bryg” – 2:15
11. „Pójdę przez morze” – 4:15
12. „Emeryt” – 3:40
13. „Rastaman” – 3:35
14. „Mona” – 3:53
15. „Mary i John” – 3:08
16. „Lunatyczne wyznania” – 3:05
17. „Malcziszka” – 4:15
18. „Do domu” – 2:50
19. „Hiszpańskie dziewczyny” – 3:00

## Twórcy
- Jan Wydra – śpiew, gitara akustyczna
- Ireneusz Wójcicki – śpiew
- Waldemar Iłowski – gitara basowa, śpiew
- Leszek Wydra – akordeon, śpiew

### Goście
- Jacek Fimiak – instrumenty perkusyjne
- Krzysztof Jurkiewicz – śpiew, drumla
- Mariusz Kamper – śpiew
- Paweł Stępniewski – skrzypce
- Jarosław Gawryś – harmonijka ustna
- Aleksander Lewandowski – harmonijka ustna

### Nagranie
- Włodzimierz Kowalczyk  – realizacja dźwięku
- Aleksander Suchojad – producent